# Concerto para Dois Violinos (Bach)
O Concerto para Dois Violinos ou Concerto para Duplo Violino (BWV 1043) é talvez uma das obras mais famosas e reconhecidas de Johann Sebastian Bach e é considerada uma das obras-primas do Barroco. Bach compôs em Leipzig entre 1730 e 1731, provavelmente para ser interpretado pelo Collegium Musicum Leipzig. Mais tarde, em 1739, em Leipzig, ele criou um arranjo para dois cravos, transposta em C menor (BWV 1062).
O concerto é caracterizado pela relação entre os dois solistas de violino, que é mais perceptível no movimento mais famoso, o expressivo Largo ma non tanto. Nesse movimento, a orquestra de cordas se limita a tocar acordes para deixar todo o protagonismo do palco para os solistas.
O concerto é constituído por três movimentos:
1- Vivace
2- Largo ma non tanto
3- Allegro